# Missão Carismática Internacional
A Missão Carismática Internacional (MCI) é uma denominação cristã carismática internacional e uma megaigreja situada em Bogotá, Colômbia. É presidida pelos pastores César e Cláudia Castellanos, e a igreja mãe do Movimento G12.

## História
César Castellanos teria recebido uma palavra de Deus: “Sueña con una iglesia muy grande, porque los sueños son el lenguaje de mi espíritu. Porque la iglesia que tu pastorearas será tan numerosa como las estrellas del cielo y cómo la arena del mar que de multitud no se podrá contar”. Assim, a MCI nasceu em sua casa, com oito pessoas, em 19 de março de 1983. Foram influenciados pelo sul-coreano David Yonggi Cho a trabalhar com grupos pequenos, chamados células.
Os pastores Cesar e Claudia escolheram 12 casais, os quais também deveriam ter 12 casais de discípulos cada um. A igreja então se organizou em grupos de 12, desenvolvendo a Visão G12. Com o crescimento, a MCI alugou em 1996 o coliseu principal da cidade de Bogotá, o El Campín Coliseum, onde permaneceram até 2008, quando inauguraram o Centro de Convenções G12, um auditório para dez mil pessoas sentadas. A MCI possui 142 sedes pela Colômbia e em outros países. É conhecida como defensora da Teologia da Prosperidade. Seu Centro de Convenções ocupa um quarteirão inteiro na Avenida Las Américas com o tronco Norte-Quito-Sur, em Bogotá, contendo, além do auditório, praça de alimentação, creche, espaço para venda de artigos cristãos e bijuterias, e sala para aulas de dança.
A MCI é bastante envolvida na política da Colômbia, e dois de seus pastores chegaram ao Senado, ligados ao ex-presidente Álvaro Uribe: a cofundadora, Claudia Rodríguez de Castellanos, foi embaixadora da Colômbia no Brasil e é senadora pela terceira vez; Orlando Castañeda, foi senador pelo Centro Democrático. Em suas dependências e cultos, já recebeu e apoiou diversos políticos nacionais e locais.
Em 2016, a MCI se opôs ao acordo com as FARC, em nome do anticomunismo e contra a ideologia de gênero. No final de 2018, após uma disputa de dez anos entre a  Alcaldia de Puente Aranda e a MCI, a igreja conseguiu vencer judicialmente e não pagar cerca de 2.800 milhões de pesos em multas pelo não cumprimento de normas de celebração de seus serviços.

## Estatísticas
Segundo um censo da associação, em 2022 teria 142 igrejas. 

## Ligações Externas
- MCI
- Vision G12